# Dinamometar
Dinamometar je mjerni instrument ili naprava koja služi za mjerenje sila (vlačnih ili tlačnih) (na primjer za mjerenje sile kojom vuče lokomotiva) ili, neizravno, za određivanje snage strojeva (na primjer dinamometar je jedan od sastavnih dijelova Pronijeve kočnice, naprave za određivanje korisne snage strojeva). 

## Dinamometarska vaga
Dinamometarska vaga je dinamometar koji mjeri vanjsku silu uravnotežujući ju s elastičnom silom opruge. Promjena duljine opterećenoga spiralnog pera ili promjena oblika luka prenosi se na kazaljku, a pomak kazaljke očitava se na brojčaniku kao iznos sile.

## Hidraulički dinamometar
Hidraulički dinamometar je dinamometar za mjerenje tlaka u obliku šupljega valjka, djelomično ispunjena tekućinom, s klipom koji tijesno priliježe uza stijenke valjka i s manometrom koji pokazuje promjenu tlaka u tekućini kada na klip djeluje sila.

## Collinov dinamometar
Collinov dinamometar je dinamometar kojim se u fiziologiji mjere sile koje razvijaju mišići ruku ili nogu, dinamometar Godyckoga služi za mjerenje mišića koji pokreću vilice.